# Imperium Galliarum (I secolo)
L'Imperium Galliarum (Impero delle Gallie) fu un esperimento secessionista di rivolta politica, contro il potere imperiale di Roma, messo in piedi dal nobile gallico Giulio Classico, nel 69 d.C., nell'anno dei quattro imperatori, in quella fase convulsa di confusione della storia romana segnata dalla rivolta batava proclamata da Giulio Civile quello stesso anno.
Il tentativo di Classico, tendeva a minare l'unità dell'impero proclamando la costituzione di un regno autonomo nei territori della Gallia conquistata, circa un secolo prima, da Giulio Cesare

## Precedenti e analogie
Imbevuto ancora di residue suggestioni druidiche, l'esperimento di Giulio Classico riprendeva analoghi tentativi di rivolta avvenuti negli anni precedenti, come la rivolta di Giulio Floro e Giulio Sacroviro, sotto Tiberio, del 21, o la fallita iniziativa di Giulio Vindice, del 68, sotto Nerone, che aveva forse accarezzato lo stesso sogno.
Questo episodio storico non va confuso con l'omonimo tentativo secessionista dell'Imperium Galliarum, appartenente al terzo secolo.

## Storia
Il tentativo deflagrò nella seconda fase della rivolta dei Batavi quando ormai Giulio Civile aveva gettato la maschera dietro la quale aveva dissimulato il suo ruolo di rivoltoso fingendo l'appoggio a Vespasiano nella contesa dell'impero.
A spingere i Galli furono alcuni accadimenti interpretati come presagi di un'imminente fine dell'impero, come la distruzione del Campidoglio, bruciato in un incendio. I druidi profetizzarono lo scagliarsi della rabbia divina a cui sarebbe seguita l'ascesa della Gallia ad assumere il potere sul mondo.
Fu a quel punto che entrò in scena Giulio Classico, un nobile gallico del popolo dei Treveri, prefetto di uno squadrone di cavalleria che, quello stesso anno, aveva combattuto sotto Fabio Valente contro Otone. Associati con lui furono Giulio Tutore, del suo stesso popolo, e il lingone Giulio Sabino, che pretendeva di essere discendente da un figlio bastardo di Cesare.